# Checacupe (distrito)
O Distrito peruano de Checacupe é um dos 8 distritos da Província de Canchis, situada no Departamento de Cusco, pertenecente a Região de Cusco, Peru

## Transporte
O distrito de Checacupe é servido pela seguinte rodovia:
- CU-125, que liga o distrito de Sicuani à cidade de Camanti
- CU-124, que liga o distrito à cidade de Pitumarca
- CU-117, que liga o distrito à cidade de Cusco
- PE-3S, que liga o distrito de La Oroya à Ponte Desaguadero (Fronteira Bolívia-Peru) - e a rodovia boliviana Ruta 1 - no distrito de Desaguadero (Região de Puno)